# La Ciudad Encantada
La Ciudad Encantada es un poema escrito por Agustín Lanuza incluido en su libro Romances, tradiciones y leyendas guanajuatenses (1908).
El poema es alusivo a la magnificencia y hermosura de la ciudad de Guanajuato, Guanajuato, su ciudad natal.

## Primera parte: El sueño
Sobre la altiva pendiente
de gigantescos barrancos,
cuyos graníticos flancos
son el cauce de un torrente,
se alza la bufa imponente,
limitando la cañada
que se llama La Rodada
y es conseja popular
que existe en aquel lugar
una ciudad encantada.
...
Desde el crestón se domina
la llanura del Bajío,
y el extenso caserío
de la población vecina;
mas si la altitud fascina
y causa grande arrebato,
es el paisaje más grato,
ver entre las verdes lomas,
como nidos de palomas,
las casas de Guanajuato.
Agustín Lanuza. La ciudad encantada.